# Acid antimonic
Acidul antimonic este un acid anorganic cu formula chimică HSb(OH)6. Se obține ușor prin acțiune pe oxizii de stibiu sau stibiu pur, în prezență de acid azotic efervescent și este pulverulent și insolubil în apă. Există numai în forma hidratată, HSb(OH)6, care disociază în H+ și [Sb(OH)6]- (pKa = 2,55).